# 朱鷺色三角
『朱鷺色三角』（ときいろトライアングル）は、樹なつみによる日本の漫画作品。当初『蛍たちは笑う』という題で発表された前・後編作品が好評であったため、『朱鷺色三角』と改題されて続編が描かれた。作品世界はさらに『パッション・パレード』へと連続している。ここではその『パッション・パレード』についても取り扱う。

## ストーリー

### 蛍たちは笑う
母・リンダを交通事故で亡くして間もない霖のもとを、瀬戸内海に浮かぶ蒼島から穂津見家の弁護士が訪れる。当主が死去し、その遺言状を公開するので、直系の孫である霖にも立ち会ってほしいというのだ。父・霙一は早くに死去しており、自分は天涯孤独だと思っていた霖は、親戚に会うことに魅力を感じて蒼島を訪れる。
公開された遺言状に書かれていたのは、数百億ともいわれる穂津見家の財産のほとんどを、亡き長男・霙一の子である霖に譲るということだった。その意外な内容に納得がいかず、一族は色めき立つのだった。
翌日、釣りに出かけていた雲行が溺死する。さらにその夜、霖になついた蕾の上に大きな枝が落下するが、粉々に砕け散った。実は穂津見家は代々超能力を持つ家系で、その「穂津見の血」を守るために近親婚を繰り返してきた歴史を持つのだった。霖や零治にもその力は残るが、もはや微小なものにすぎないはずだった。
3日目には、霍が使用人とともに崖から墜落死する。霖は蕾を連れて蒼島を出ようと決意するが、零治の出生にまつわる秘密を知ってしまう。霖と露子が外に出たすきに靄が絞殺され、霞が連れ出された。連続殺人犯は、いったい誰なのか、何を目的とするのか？

## 登場人物
穂津見 霖（ほづみ りん）
主人公。超能力者。母リンダが死亡し、天涯孤独。バスケの天才児。
坂本 零治（さかもと れいじ）
霖の従弟。超能力者。出生に秘密を持つ。零と呼ばれることが多い。霖の事は中学の頃バスケをやっていて知っていた。
森生 蕾（もりお つぼみ）
霖や零治の遠縁にあたるという少女。ネグレクト状態で誰にも愛されたことがない。強い力を持つ超能力者。
穂津見 靄（ほづみ もや）
霙一、露子、霧江の母。霖や零治の祖母。蒼島で穂津見一族を束ねる。
穂津見 霙一（ほづみ えいいち）
靄の長男。霖の父。蒼島を出奔して失踪、まもなく東京で死去。
穂津見 雲行（ほづみ くもゆき）
靄の次男。千葉在住。霍（かく）、霞（かすみ）兄妹の父。
坂本 露子（さかもと つゆこ）
靄の長女。分家の坂本家に嫁ぐも、夫と別居しながら蒼島で穂津見家を守る。零治の母。
穂津見 霧江（ほづみ きりえ）
靄の次女。京都で土産物屋を営む。
今井（いまい）
霧江の婚約者。実情はヒモ。
螢子（けいこ）
坂本の叔父（零の養父）をテレパスで誘惑し近付いてきた女。実は穂津見を裏から支えた当主専用の妾だった女だけの一族の末裔。

## パッション・パレード
作風・舞台をがらっと変えた続編。前作はオカルトミステリーであったがバスケットを中心としたアメリカのハイスクール漫画となる。
主人公・霖はバスケットの腕をかわれ留学しそこで出会った黒人の女子学生ジューンと出会い交流を深める。またジェーンの義理の兄キングはバスケットだけでなくスポーツのカリスマ的選手で彼に見込まれたことにより、物語は新たな展開を迎える。
一方、日本に残った零治もハーバード大学への進学を希望して留学を決め、蕾も追いかけてくる。
中学生になった蕾は母の希望で日本に帰るが、大学院に進学した零に再会し、またアメリカに住みたいと言いだす。
零治は蕾が霖のことをまだ想っており彼の近くにいたいがためにアメリカに住みたいのだと思うが、蕾は零と住みたいと言う。血の繋がりがあり最強の能力者である彼女は零にとって必要な存在だった。
主人公・霖が新たな世界で生きていくのに対し、零・蕾は前作の世界観や血の因習の流れを汲む設定となっている。

## 登場人物
穂津見 霖（ほづみ りん）
主人公。微弱なサイコキネシスが使える超能力者。螢子のせいで日本にいられなくなり、一度は断ったが、スカウトを受けたアメリカの有名バスケットボールコーチ・グイドの指導を受けるために、アメリカ合衆国イリノイ州イースト・ハミルトン高校へ留学することになる。
モレリ・バスケットボール・キャンプに入った当初は練習についていけずメンタルがボロボロになるも、生徒会長で後の伴侶となるジューンや、最高のライバル・キング、親友になるジョーカーに出会い強くなっていく。
白人とのハーフの為、肌が白くあまり東洋人に見られない。
坂本 零治（さかもと れいじ）
霖の従弟で実は1歳上の異母兄。霖と同様、微力な精神移動能力(テレポーテーション)を持っている。
プレイボーイだが、本当は血族しか愛せない一族の呪われた習性を受け継いでいる。
東大進学者の多い加賀谷高校に通っていたが、ハーバード大学進学を決意し、1学期遅れでイースト・ハミルトン高校へ留学する。
森生 蕾（もりお つぼみ）
先祖返りしたようなパーフェクトな力を持つ超能力者。
霖に懐いていて、零とは喧嘩友達のような関係。霖がジューンに惹かれていくのを最初は面白くないものの、広い心で受け入れる。
渡米してすぐに現地の小学生と喧嘩し、仲良くなる。
ジューン・マクブライ
イースト・ハミルトン高校の生徒会長で水泳選手である黒人女性徒。
キングの母と自身の医者の父が結婚したことにより、キングとは中学生の時に義理の兄弟になった。当初は淡い恋心を抱いていた。
キング
本名はレジー・キング。どんなスポーツも超一流の天才プレーヤー。天才すぎて他人の気持ちは分からない。
キャンプにも滅多に顔を出さず、周囲からも一目置かれる存在。
最初は霖の超能力に興味を持っていたが、やがて霖本人に興味を持ち始める。
様々な業界からスカウトを受けるもアメリカン・フットボールの道を選び、引退後は政治家の娘と結婚し、いずれは政治家の道へ。
ジョーカー
本名はマイケル・オーエンス。キャンプに所属するシカゴのスラム出身の黒人。毒舌家。ジューンの幼馴染。
霖が初めてコートを見学しに来た時、仲間と悪ふざけで出迎えた。バスケ選手としては優秀で、キャンプで一番小柄ながらも抜群のクイックネスを持つ。頭も良く、チームのブレインとしてリードしている。霖のことをからかいながらも、面倒を見てあげるお節介な面もある。
やがてNBAのロサンゼルス・レイカーズで大活躍し、高校の時零に会いに来て知り合った港 ゆりえと婚約する。
グイド・モレリ
UCLA大学を全米チャンピオン10年連続優勝に導き、NY市長よりも人気のある、有名コーチ。
全米からキャンプに参加する生徒を集め、厳しい指導をする。普段は姪に甘い明るいおじさん。
アイラ・ウィルクス
キャンプのグルーピー。最初は下心があって霖に近付いたが、やがて本当に霖を好きになる。
霖のファースト・キスの相手。
ダニエル・ローター
チアリーダーの彼女がいるちょっとモサい白人。ウエインと共に最初は霖に嫌がらせしていたが、ファッションがきっかけで霖にコーチしてもらい友達になる。
ガヴィエラ・モレリ
グイドの姪で、零の元恋人。しばらくの間、日本で暮らしていたが、アメリカの大学でビジネスコースを学ぶため、アメリカに帰国した。
トップモデル並みの美貌を持つ。夏の間は、アメリカに来たばかりの零と蕾の英語の家庭教師を請け負う。
零とは友人関係を続けているが、いまだに愛している。
トーマス・ウエイン
キャンプのチームメイト。白人。人種差別意識が強く、黄色人種の霖がキャンプに入って来た時も暴行騒ぎになるくらい突っかかっていた。
ゆりえがアメリカに来た時は何者かも知らずにナンパしたこともある。キャンプ卒業の日、夏に試合したチームに袋叩きにあう霖とジューンを見て、憎まれ口をたたきながらもキングに報告し、助けを呼んだ。
バーニー・カニンガム
グイドとは10年来の付き合いで、右腕としてキャンプの第2コーチを務めている。物腰が柔らかく、メンタル面で選手を支えている。
実はゲイで、男性の恋人もいるが、周囲には秘密にしている。
バーニーの家に招待された霖は、痴話げんかに巻き込まれ、その秘密を知ってしまう。

## 書誌情報
- 樹なつみ 『朱鷺色三角』 白泉社〈白泉社文庫〉、全3巻
  1. 1997年12月12日発売、ISBN 978-4-592-882916
  2. 1997年12月12日発売、ISBN 978-4-592-882923
  3. 1997年12月12日発売、ISBN 978-4-592-882930
- 樹なつみ 『パッション・パレード 朱鷺色三角2』 白泉社〈白泉社文庫〉、全3巻
  1. 1998年6月12日発売、ISBN 978-4-592-882947
  2. 1998年6月12日発売、ISBN 978-4-592-882954
  3. 1998年6月12日発売、ISBN 978-4-592-882961